# Faxevallen
Faxevallen var en bandyanläggning i Söderhamn, Sverige, som åren 1930-1976 var hemmaplan för Brobergs IF.
I juli 1930 sattes arbetet igång med idrottsplatsen Faxevallen. Med frivilliga insatser schaktade man och skottade grus. Faxevallen blev den stora vändningen för Brobergs IF. Brobergs IF spelar sedan 1977 på den nyare arenan Hällåsen.

### Fotnoter
1. ↑  Fredrik Andersson (1 november 2008). ”SvenskaFans presenterar: Broberg/Söderhamn Bandy”. Svenska fans. https://www.svenskafans.com/bandy/262673.aspx. Läst 23 oktober 2018.
2. ↑  Fredrik Mix (23 maj 2014). ”Hällåsen behöver rustas upp” (på svenska). Hela Hälsingland. https://www.helahalsingland.se/artikel/bandy/elitserien/hallasen-behover-rustas-upp. Läst 23 oktober 2018.